# Maximiliano Richeze
Maximiliano Ariel Richeze Araquistain (Buenos Aires, 7 maart 1983) is een voormalig Argentijns wielrenner. Zijn broers Roberto, Mauro en Adrián zijn ook wielrenner (geweest).

## Biografie
Richeze deed verschillende keren mee aan de Ronde van Italië, waarin hij twee ritten won. Aanvankelijk werd hij in deze ritten tweede, maar winnaar Alessandro Petacchi werd uit de uitslag geschrapt nadat hij in 2007 was betrapt op het gebruik van salbutamol. Zijn drie broers, Roberto, Mauro en Adrián, zijn ook wielrenner.
Vlak voor de Ronde van Italië van 2008 testte hij, na zijn ritzege in de Ronde van de Sarthe, positief op het gebruik van anabole steroïden. Hierdoor werd hij door zijn ploeg CSF Group Navigare op het laatste moment van de deelnemerslijst van de Giro gehaald. Op 13 augustus 2008 werd hij door de Argentijnse wielerbond vrijgesproken. Dit tegen de zin van de UCI, die in beroep ging bij het Hof van Arbitrage voor Sport in Lausanne. Het hof gaf hem uiteindelijk begin februari 2009 een schorsing van twee jaar, die duurde tot 9 mei 2010. Zijn eerste wedstrijd na de schorsing was de Ronde van San Juan. De wielerploeg waarvoor hij in het seizoen 2011 uitkwam na zijn schorsing was de Japans/Italiaanse ploeg D'Angelo & Antenucci-Nippo. Vanaf 2013 rijdt hij voor Lampre-Merida. Door de overstap naar dit team kon hij weer uitkomen in de belangrijke wedstrijden. Zo werd hij in 2014 de tweede Argentijn, na Juan José Haedo, die deelnam aan de Ronde van Frankrijk. Na de vijfde rit hield hij het voor gezien, na diverse keren gevallen te zijn en laatste te staan in het algemeen klassement. 
In 2016 werd hij aangetrokken door de Belgische Etixx-Quick Step ploeg. dat in 2017 verder ging als Quick-Step Floors. Hier ontwikkelde Max Richeze zich tot een sterke lead-out man in de sprinttrein voor de Colombiaanse sprinter Fernando Gaviria. Deze rol weerhield hem er echter niet van om ook zelf enkele overwinningen te behalen. Zo won hij onder andere etappes in de Ronde van Zwitserland 2016 en de Ronde van Turkije 2018. In 2019 behaalde Richeze drie jaar na zijn broer Mauro de nationale titel. In de straten van Santiago del Estero was hij de sterkste in de massasprint. Later dat jaar wist hij kopman van de Argentijnse selectie ook de op de Pan-Amerikaanse Spelen te scoren. Na een selectieve wedstrijd bleef Max Richeze de Mexicaan Ignacio Prado voor in een sprint van een klein groepje. Bryan Gómez uit Colombia vervolledigde het podium. 
In 2020 ruilde de Argentijn Quick Step na vier seizoenen in voor UAE Team Emirates. Hier werd hij herenigd met Fernando Gaviria die de overstap al een seizoen eerder maakte. Richeze tekende er een contract voor twee jaar. Initieel werd dit contract niet verlengd. Echter, door blessure van Álvaro Hodeg besloot de ploegleiding het contract van Richeze met enkele maanden te verlengen. De Ronde van Italië 2022 zal zijn afscheidswedstrijd worden.
Richeze was ook actief als baanwielrenner. Zijn belangrijkste overwinning op de piste boekte in 2013 als lid van de Argentijnse selectie ploegenachtervolging. Samen met Walter Pérez, Eduardo Sepúlveda en zijn jongere broer Mauro, werd hij Pan-Amerikaans kampioen. Op datzelfde tornooi won hij tevens ook nog de scratch. Gedurende zijn carrière als pistier behaalde hij ook nog medailles op de Zuid-Amerikaanse -en Pan-Amerikaanse Spelen.

## Palmares

### Baanwielrennen
| Jaar                                | AK    | P-AK                           | WK                       | OS    | WB    | Overig                                         |       |       |
| Elite                               | Elite | Elite                          | Elite                    | Elite | Elite | Elite                                          | Elite | Elite |
| ----------------------------------- | ----- | ------------------------------ | ------------------------ | ----- | ----- | ---------------------------------------------- | ----- | ----- |
| 2002                                | km    |                                |                          |       |       | Zuid-Amerikaanse Spelen: · km · ploegsprint    |       |       |
| 2003                                | km    |                                |                          |       |       |                                                |       |       |
| geen deelnames tussen 2004 en 2012. |       |                                |                          |       |       |                                                |       |       |
| 2013                                |       | ploegenachtervolging · scratch |                          |       |       |                                                |       |       |
| 2014                                |       |                                |                          |       |       |                                                |       |       |
| 2015                                |       |                                | 13e ploegenachtervolging |       |       | Pan-Amerikaanse Spelen: · ploegenachtervolging |       |       |

### Wegwielrennen
2004 - 1 zege
2e etappe A Vuelta Ciclista Lider al Sur
2005 - 1 zege
Circuito del Porto
2006 - 1 zege
1e etappe Ronde van Langkawi
2007 - 5 zeges
2e etappe Ronde van Langkawi
4e etappe Ronde van Trentino
18e en 21e etappe Ronde van Italië*
1e etappe Ronde van Luxemburg
2008 - 4 zeges
2e etappe Ronde van San Luis
5e etappe Ronde van de Sarthe
6e* en 7e etappe Ronde van Turkije
2011 - 4 zeges
Proloog Ronde van Kumano
1e, 6e en 7e etappe Ronde van Slowakije
2012 - 13 zeges
 Pan-Amerikaans kampioen op de weg, Elite
2e etappe Ronde van Japan
1e etappe Ronde van Kumano
1e, 5e en 6e etappe Ronde van Servië
1e, 7e, 8e en 10e etappe Ronde van Venezuela
2e en 3e etappe Ronde van Hokkaido
Eindklassement Ronde van Hokkaido
2016 - 2 zeges
1e etappe Ronde van San Luis (TTT)
3e etappe Ronde van Zwitserland
2017 - 2 zeges
6e en 7e etappe Ronde van San Juan
2018 - 3 zeges
4e etappe Ronde van San Juan
1e etappe Ronde van Turkije
 Pan-Amerikaans kampioenschap op de weg, elite
2019 - 2 zeges
 Argentijns kampioen op de weg, Elite
 Pan-Amerikaanse Spelen, wegrit
(*) Na schorsing van Alessandro Petacchi

### Resultaten in voornaamste wedstrijden
| Jaar | Ronde van Italië | Ronde van Frankrijk | Ronde van Spanje |
| ---- | ---------------- | ------------------- | ---------------- |
| 2006 | 138e             |                     |                  |
| 2007 | 92e (2)          |                     |                  |
| 2008 |                  |                     |                  |
| 2011 |                  |                     |                  |
| 2012 |                  |                     |                  |
| 2013 |                  |                     | 141e             |
| 2014 |                  | opgave              | 138e             |
| 2015 | 127e             |                     | 152e             |
| 2016 |                  | 144e                |                  |
| 2017 | 148e             |                     |                  |
| 2018 |                  | 135e                |                  |
| 2019 |                  | 149e                | 148e             |
| 2020 | opgave           |                     |                  |
| 2021 | 137e             |                     |                  |
| 2022 | 142e             |                     |                  |

| Jaar | Milaan-San Remo | Gent-Wevelgem | Ronde van Vlaanderen | Parijs-Roubaix | Parijs-Tours |  | WK op de weg |  | Wereldranglijsten |
| ---- | --------------- | ------------- | -------------------- | -------------- | ------------ |  | ------------ |  | ----------------- |
| 2006 | 141e            |               |                      |                |              |  |              |  |                   |
| 2007 | 111e            |               |                      |                |              |  | opgave       |  |                   |
| 2008 | 22e             |               |                      |                |              |  |              |  |                   |
| 2011 |                 |               |                      |                |              |  | 136e         |  |                   |
| 2012 |                 |               |                      |                |              |  | opgave       |  |                   |
| 2013 |                 |               |                      | opgave         |              |  |              |  | 104e (UWT)        |
| 2014 | 83e             | 141e          | opgave               |                |              |  | opgave       |  | 235e (UWT)        |
| 2015 | 93e             | opgave        | opgave               | opgave         |              |  | 65e          |  | 190e (UWT)        |
| 2016 |                 |               |                      |                | 38e          |  | 28e          |  | 141e (UWT)        |
| 2017 |                 |               |                      |                | 5e           |  | 131e         |  | 118e (UWT)        |
| 2018 | 20e             |               |                      |                |              |  |              |  | 167e (UWT)        |
| 2019 | 102e            | opgave        |                      |                |              |  |              |  |                   |
| 2020 | 119e            |               |                      |                |              |  |              |  |                   |
| 2021 | 147e            | opgave        |                      |                |              |  |              |  |                   |
| 2022 |                 | opgave        |                      |                |              |  |              |  |                   |

## Ploegen
- 2006 –  Caramica Panaria-Navigare
- 2007 –  Caramica Panaria-Navigare
- 2008 –  CSF Group Navigare
- 2009 –  CSF Group-Navigare (tot 15-2)
- 2011 –  D'Angelo & Antenucci-Nippo
- 2012 –  Team Nippo
- 2013 –  Lampre-Merida
- 2014 –  Lampre-Merida
- 2015 –  Lampre-Merida
- 2016 –  Etixx-Quick Step
- 2017 –  Quick-Step Floors
- 2018 –  Quick-Step Floors
- 2019 –  Deceuninck–Quick-Step
- 2020 –  UAE Team Emirates
- 2021 –  UAE Team Emirates
- 2022 –  UAE Team Emirates

Anacona ·
Bono ·  
Cattaneo ·
Cimolai ·   
Cunego ·
Dodi ·
Đurasek ·
Favilli ·
Ferrari ·
Graziato ·
Lloyd ·
Malori ·
Mori ·
Niemiec ·
Palini ·
Petacchi (tot 23/04) ·
Pietropolli ·
Polanc ·
Pozzato ·
Richeze ·
Scarponi ·
Serpa ·
Stortoni ·
Ubeto ·
Ulissi ·
Viganò ·
Wackermann ·
Bonifazio (stagiair) ·
Cambianica (stagiair) ·
Conti (stagiair)
Anacona · Bonifazio · Bono · Cattaneo · Cimolai · Conti · Costa  · Cunego · Dodi · Đurasek · Favilli · Ferrari · Horner · Modolo · Mori · Niemiec · Oliviera · Palini · Polanc · Pozzato · Richeze · Serpa · Ulissi · Valls · Wackermann · Xu · Kasjavy (stagiair) · Vaccher (stagiair)
Bonifazio · Bono · Cattaneo · Cimolai · Conti · M. Costa · R. Costa · Đurasek · Feng · Ferrari · Grmay · Kasjavy · Modolo · Mori · Niemiec · Oliviera · Pibernik · Plaza · Polanc · Pozzato · Richeze · Serpa · Ulissi · Valls · Xu · Ganna (stagiair) · Pacioni (stagiair) · Ravasi (stagiair)
Alaphilippe · Boonen · Bouet · Brambilla · Contreras · de la Cruz · De Plus · Gaviria · Jungels · Keisse · Kittel · Lampaert · Maes · D. Martin · T. Martin   · Martinelli · Meersman · Richeze · Sabatini · Serry · Štybar · Terpstra · Trentin · Vakoč · Vandenbergh · Van Keirsbulck · Velits · Vermote · Verona · Wiśniowski · Costa (stagiair) · García (stagiair) · Sisr (stagiair)
Alaphilippe · Bauer · Boonen (tot 09/04) · Brambilla · Capecchi · Cavagna · de la Cruz · De Plus · Declercq · Devenyns · Gaviria · Gilbert · Jungels · Keisse · Kittel · Lampaert · Martin · Martinelli · Mas · Richeze · Sabatini · Schachmann · Serry · Štybar · Terpstra · Trentin · Vakoč · Velits · Vermote · Hodeg (stagiair) · Kasperkiewicz (stagiair)
Alaphilippe · Asgreen · Capecchi · Cavagna · De Plus · Declercq · Devenyns · Gaviria · Gilbert · Hodeg · Jakobsen · Jungels · Keisse · Knox · Lampaert · Martinelli · Mas · Mørkøv · Narváez · Richeze · Sabatini · Schachmann  · Sénéchal · Serry · Štybar · Terpstra · Vakoč · Viviani
Alaphilippe · Asgreen · Capecchi · Cavagna · Declercq · Devenyns · Evenepoel   · Gilbert · Hodeg · Honoré · Jakobsen · Jungels · Keisse · Knox · Lampaert · Martinelli · Mas · Mørkøv · Richeze · Sabatini · Sénéchal · Serry · Štybar · Vakoč · Viviani 
Ardila · Aru · Bjerg · Bohli · Bystrøm · Conti · Costa · Covi · De la Cruz · Dombrowski · Formolo · Gaviria · Henao · Kristoff · Laengen · Marcato · McNulty · Mirza · Molano · Muñoz · I. Oliveira · R. Oliveira · Philipsen · Pogačar · Polanc · Ravasi · Raboesjenka · Richeze · Troia · Ulissi
Ardila · Ayuso (vanaf 15 juni) · Bjerg · Bystrøm · Conti · Costa · Covi · De la Cruz · Dombrowski · Fisher-Black (vanaf 14 juli) · Formolo · Gaviria · Gibbons · Hirschi · Kristoff · Laengen · Majka · Marcato · McNulty · Mirza · Molano · Muñoz · I. Oliveira · R. Oliveira · Pogačar · Polanc · Raboesjenka · Richeze · Trentin · Troia · Ulissi· Groß (stagiair)
Ackermann · Almeida · Ardila · Ayuso · Bennett · Bjerg · Brunel (tot 2/6) · Costa · Covi · Fisher-Black · Formolo · Gaviria · Gibbons · Groß · Hirschi · Hodeg · Laengen · Majka · McNulty · Mirza · Molano · I. Oliveira · R. Oliveira · Pogačar · Polanc · Richeze · Soler · Suter · Trentin · Troia · Ulissi · Andersen (stagiair) · Kluckers (stagiair) · Knight (stagiair)